# Sara Takanaši
Sara Takanaši (japonsko 高梨 沙羅), japonska smučarska skakalka, * 8. oktober 1996, Kamikava, Hokaido, Japonska. 
Takanašijeva je najuspešnejša tekmovalka prve generacije svetovnega pokala v ženskih smučarskih skokih. Je prava serijska zmagovalka skakalnih tekem in ima na svojem rovašu že 63 zmag. Okronala se je še s štirimi kristalnimi globusi in petimi prvenstvenimi medaljami. Njen dolgoletni osebni trener je Janko Zwitter.

## Tekmovalna kariera

### Začetki, 2009-12
Sara je krstni nastop na mednarodnih tekmah kontinentalnega pokala opravila 3. marca 2009 v starosti komaj 12 let in pol. To je bilo na domači tekmi v Zaoju na kateri je zasedla 19. mesto. Nekaj mesecev kasneje, 9. avgusta, se je na poletni tekmi v nemškem Bischofsgruenu prvič prebila med prvih deset, bila je šesta. Nato je v sezoni 2009-10 redno nabirala uvrstitve med dobitnicami točk in se na zadnji tekmi sezone prvič zavihtela na oder za zmagovalke. To je bilo 2. marca 2010, skoraj natančno leto dni po debiju, ponovno na domači tekmi v Zaoju, kjer je bila tretja. Tekmovalno sezono 2010 celinskega pokala je tako zaključila na skupno 15. mestu za osvojenih 312 točk.
V naslednji sezoni, 2010-11, je pri starosti 14 let postala redna dobitnica visokih mest tega tekmovanja, ki je bilo tedaj najmočnejše žensko skakalno tekmovanje na svetu. Postopen napredek mlade talentirane Sare se je kazal ponovno ob koncu sezone, ko je prišla do svoje prve zmage. To je bilo 19. februarja 2011 v avstrijskem Ramsau. Za nameček je slavila še na drugi tekmi naslednji dan in sezono zaključila z 411 točkami kar jo je postavilo na 11. mesto skupne razvrstitve. V sezoni 2011-12 je bilo tekmovanje za celinski pokal omejeno na manj tekem ker se je že organiziralo tekme za svetovni pokal. Sara je tako to sezono nastopala na obeh tekmovanjih in na kontinentalnem delu dosegla še eno zmago in na koncu zasedla skupno 4. mesto.

### Sezona 2011-12
Zveza FIS je v sezoni 2011-12 prvič priredila skakalno tekmovanje za svetovni pokal tudi za ženske. Prva tovrstna tekma se je odvila 3. decembra 2011 v norveškem Lillehammerju in na njej je Takanašijeva, tedaj v starosti 15 let, zasedla peto mesto. Nato se je že na tretji tekmi prvič zavihtela na oder za zmagovalke, ko je bila druga 8. januarja 2012 v Hinterzartnu. To je bila prva od skupaj šestih uvrstitev na drugo mesto tiste sezone. Za mlado Saro je bila tedanja zmagovalka Sarah Hendrickson še prevelika ovira. Ji je pa enkrat uspelo Hendricksonovo premagati. To je bilo natančno tri leta od prve Sarine mednarodne tekme in na istem prizorišču. 3. marca je prvič slavila pred vsemi na tekmi v domačem Zaoju. Na koncu je bila v skupnem seštevku te prve zgodovinske sezone uvrščena na tretje mesto z 639 osvojenimi točkami.

#### Prve zlate kolajne
Poleg nastopanja v sezoni svetovnega pokala se je v začetku leta udeležila še dveh tekmovanj za mlade. Najprej je nastopila na prvih organiziranih Olimpijskih mladinskih igrah, ki so bile na sporedu v januarju leta 2012 v Innsbrucku. Tam je 14. januarja slavila na tekmi posameznic in osvojila prvo zlato medaljo. Nato je v februarju sledilo še tekmovanje na svetovnem mladinskem prvenstvu, ki se je odvilo v turškem Erzurumu. Tam je osvojila kar dve zlati medalji. Najprej je bila premočna za vse na tekmi posameznic in se veselila prve. Druga je prišla 25. februarja, ko je na tekmi ekip Japonska s Takanašijevo na čelu premagala vse ostale.

### Sezona 2012-13: prvi globus
Sezono svetovnega pokala 2012-13 je začela z zmago, prvo od skupaj osmih. Poleg zmag je bila na stopničkah še petkrat, od tega štirikrat druga. To je bilo dovolj za skupno zmago in prvi osvojeni veliki kristalni globus. Svojo veliko tekmico Hendricksonovo je premagala za kar 250 točk.

#### Drugič zlata med mladinkami
Januarja 2013 se je udeležila tekmovanja za Svetovno mladinsko prvenstvo, ki je bilo v češkem Liberecu. Še vedno zelo mlada Sara, štela je 16 let, je bila prva favoritinja tekme posameznic. 24. januarja je bila v obeh serijah prepričljivo najdaljša in je suvereno zmagala.

#### Svetovno prvenstvo 2013: prve medalje med seniorkami
Sara je konec februarje 2013 nastopila tudi na skakalnem delu nordijskega prvenstva, ki je bilo v italijanskem Val di Fiemmeju. Tam je 22. februarja za doseženo drugo mesto osvojila srebrno medaljo, svojo prvo v absolutni konkurenci. Za nameček je dva dni kasneje bila v postavi japonske ekipe, ki je slavila pred vsemi na tekmi mešanih ekip in osvojila še zlato.

### 2013-14: rekordna sezona
Za uvod je pred sezono 2013-14 najprej slavila v seštevku poletnih tekem za Grand Prix potem, ko je bila najboljša na zadnjih štirih posameznih tekmah. Izjemno formo je nato potrjevala skozi celotno zimo, ko je na 18 tekmah bila 18-krat na stopničkah. Od tega je slavila kar 15-krat, bila dvakrat druga in enkrat tretja. Rekordni niz izjemnih uvrstitev ji je prinesel drugi osvojeni veliki kristalni globus potem, ko je osvojila neverjetnih 1720 od 1800 vseh možnih točk. Drugouvrščena Carina Vogt je za Saro zaostala kar 914 točk.

#### Tretja zaporedna zlata med mladinkami
Januarja 2014 je nastopila na Svetovnem mladinskem prvenstvu, ki je bilo v mestecu Val di Fiemme in se od tam vrnila z novima dvema zlatima kolajnama. Najprej je dne 28. januarja zmagala na tekmi posameznic in osvojila še tretjo zaporedno zlato. Nato je dva dni kasneje nastopila še v japonski ženski ekipi in tudi z njo osvojila zlato medaljo.
Kot prva favoritinja je na prvi olimpijski tekmi za smučarske skakalke leta 2014 v Sočiju zasedla četrto mesto ter s tem zaostala za medaljami. 

### Sezona 2014-15
V septembru 2014 je v pripravah za zimo nastopila na štirih tekmah. Najprej sta to bili tekmi poletne velike nagrade v Kazahstanskem Almatiju, kjer je 20. in 21. septembra dobila obe. Nato je 27. in 28. septembra v norveškem Trondheimu, tekmi sta šteli za celinski pokal, zmagala še ti dve tekmi. Nato pa v sezoni 2014-15 ni šlo vse tako gladko. Sicer ji je uspelo doseči šest zmag ter še štiri uvrstitve na oder za zmagovalke, toda ni bilo dovolj za skupno zmago. Na koncu je bila v seštevku sezone druga za Danielo Iraschko-Stolz, za katero je s svojimi 973 točkami zaostala za vsega 34 točk.

#### SP 2015
Februarja 2015 je nastopila na svetovnem prvenstvu v švedskem Falunu. Tam je podobno kot leto poprej na olimpijskih igrah bila favoritinja, če že ne za zlato pa vsaj za eno od medalj. Toda tudi tokrat se ji ni izšlo in se je morala zadovoljiti s četrtim mestom. Je pa zato prišla do medalje na tekmi mešanih ekip. Tam je 22. februarja bila v postavi, ki je zasedla tretje mesto in osvojila bronasto medaljo.

### 2015-16: tretji kristalni globus
V pripravljalnem delu pred zimsko sezono je nastopila na petih tekmah poletnega Grand Prixa in zmagala na vseh petih. To je bilo dovolj za skupno zmago tega tekmovanja za leto 2015.
Nato je v sezoni 2015-16 prevladovala pred vsemi ostalimi in bila praktično brez prave tekmice. Sezono je začela z zmago, nato bila druga, nakar je nanizala kar deset zaporednih zmag. Na večini teh tekem je bila ne samo najboljša, pač pa je v obeh serijah na posamezni tekmi prikazala najdaljše skoke in bila za razred pred vsemi. Tako je v sedemnajstih tekmah zabeležila šestnajst uvrstitev na zmagovalni oder, od tega 14 zmag in dve drugi mesti. Le enkrat je bila četrta in to je njen najslabši rezultat cele sezone. V skupnem seštevku je s 1610 točkami bila daleč pred vsemi in osvojila svoj tretji veliki kristalni globus.
2021 Svetovno prvenstvo v Oberstdorfu
Sara Takanaši je 25. februarja osvojila bronasto kolajno. Zlata je bila Slovenka Ema Klinec.

## Dosežki v svetovnem pokalu

### Naslovi
| Sezona | Discipline              |
| ------ | ----------------------- |
| 2013   | veliki kristalni globus |
| 2014   | veliki kristalni globus |
| 2016   | veliki kristalni globus |
| 2017   | veliki kristalni globus |

### Uvrstitve po sezonah
| Sezona  | Uvrstitev | Točke |
| ------- | --------- | ----- |
| 2011–12 | 3.        | 639   |
| 2012–13 | 1.        | 1297  |
| 2013–14 | 1.        | 1720  |
| 2014–15 | 2.        | 973   |
| 2015–16 | 1.        | 1610  |
| 2016–17 | 1.        | 1455  |
| 2017–18 | 3.        | 916   |
| 2018–19 | 4.        | 1,190 |
| 2019–20 | 4.        | 785   |
| 2020–21 | 2.        | 862   |
| 2021–22 | 5.        | 843   |
| 2022–23 | 10.       | 674   |
| 2023–24 | 9.        | 799   |
| 2024–25 | 12.       | 601   |

### Uvrstitve na stopničke po sezonah
| Sezona  | 1  | 2  | 3  | Skupaj |
| 2011-12 | 1  | 6  | -  | 7      |
| 2012-13 | 8  | 4  | 1  | 13     |
| 2013-14 | 15 | 2  | 1  | 18     |
| 2014-15 | 6  | 1  | 3  | 10     |
| 2015-16 | 14 | 2  | -  | 16     |
| 2016-17 | 9  | 5  | 1  | 15     |
| 2017-18 | 2  | 1  | 5  | 8      |
| 2018-19 | 1  | 4  | 5  | 10     |
| 2019-20 | 1  | 1  | 1  | 3      |
| 2020-21 | 3  | 4  | 2  | 9      |
| 2021-22 | 3  | -  | 1  | 5      |
| 2022-23 | -  | -  | 2  | 2      |
| 2023-24 | -  | 1  | -  | 1      |
| 2024-25 | -  | -  | -  | 0      |
| Skupaj  | 63 | 31 | 22 | 116    |

### Zmage (63)
| Št. | Sezona  | Datum             | Lokacija          | Skakalnica                              | Velikost |
| --- | ------- | ----------------- | ----------------- | --------------------------------------- | -------- |
| 1.  | 2011-12 | 3. marec 2012     | Zaō               | Yamagata HS100                          | srednja  |
| 2.  | 2012-13 | 24. november 2012 | Lillehammer       | Lysgårdsbakken HS100                    | srednja  |
| 3.  | 2012-13 | 14. december 2012 | Ramsau            | W90-Mattensprunganlage HS98             | srednja  |
| 4.  | 2012-13 | 5. januar 2013    | Schonach          | Langenwaldschanze HS106                 | srednja  |
| 5.  | 2012-13 | 13. januar 2013   | Hinterzarten      | Rothaus-Schanze HS108                   | srednja  |
| 6.  | 2012-13 | 10. februar 2013  | Zaō               | Yamagata HS100                          | srednja  |
| 7.  | 2012-13 | 10. februar 2013  | Zaō               | Yamagata HS100                          | srednja  |
| 8.  | 2012-13 | 16. februar 2013  | Ljubno ob Savinji | Skakalni center Savina HS95             | srednja  |
| 9.  | 2012-13 | 17. februar 2013  | Ljubno ob Savinji | Skakalni center Savina HS95             | srednja  |
| 10. | 2013-14 | 7. december 2013  | Lillehammer       | Lysgårdsbakken HS100                    | srednja  |
| 11. | 2013-14 | 21. december 2013 | Hinterzarten      | Rothaus-Schanze HS108                   | srednja  |
| 12. | 2013-14 | 22. december 2013 | Hinterzarten      | Rothaus-Schanze HS108                   | srednja  |
| 13. | 2013-14 | 3. januar 2014    | Čajkovski         | Snežinka HS106                          | srednja  |
| 14. | 2013-14 | 11. januar 2014   | Saporo            | Miyanomori HS100                        | srednja  |
| 15. | 2013-14 | 12. januar 2014   | Saporo            | Miyanomori HS100                        | srednja  |
| 16. | 2013-14 | 18. januar 2014   | Zaō               | Yamagata HS100                          | srednja  |
| 17. | 2013-14 | 19. januar 2014   | Zaō               | Yamagata HS100                          | srednja  |
| 18. | 2013-14 | 1. februar 2014   | Hinzenbach        | Langenwaldschanze HS94                  | srednja  |
| 19. | 2013-14 | 2. februar 2014   | Hinzenbach        | Langenwaldschanze HS94                  | srednja  |
| 20. | 2013-14 | 1. marec 2014     | Râșnov            | Trambulina Valea Cărbunării HS100       | srednja  |
| 21. | 2013-14 | 2. marec 2014     | Râșnov            | Trambulina Valea Cărbunării HS100       | srednja  |
| 22. | 2013-14 | 8. marec 2014     | Oslo              | Holmenkollbakken HS134                  | velika   |
| 23. | 2013-14 | 15. marec 2014    | Falun             | Lugnet HS98 (night)                     | srednja  |
| 24. | 2013-14 | 22. marec 2014    | Planica           | Bloudkova velikanka HS139               | velika   |
| 25. | 2014-15 | 10. januar 2015   | Saporo            | Miyanomori HS100                        | srednja  |
| 26. | 2014-15 | 11. januar 2015   | Saporo            | Miyanomori HS100                        | srednja  |
| 27. | 2014-15 | 8. februar 2015   | Rašnov            | Trambulina Valea Cărbunării HS100       | srednja  |
| 28. | 2014-15 | 14. februar 2015  | Ljubno ob Savinji | Skakalni center Savina HS95             | srednja  |
| 29. | 2014-15 | 15. februar 2015  | Ljubno ob Savinji | Skakalni center Savina HS95             | srednja  |
| 30. | 2014-15 | 13. marec 2015    | Oslo              | Holmenkollbakken HS134                  | velika   |
| 31. | 2015-16 | 4. december 2015  | Lillehammer       | Lysgårdsbakken HS100 (nočna tekma)      | srednja  |
| 32. | 2015-16 | 13. december 2015 | Nižni Tagil       | Tramplin Stork HS97                     | srednja  |
| 33. | 2015-16 | 16. januar 2016   | Saporo            | Miyanomori HS100                        | srednja  |
| 34. | 2015-16 | 17. januar 2016   | Saporo            | Miyanomori HS100                        | srednja  |
| 35. | 2015-16 | 22. januar 2016   | Zaō               | Yamagata HS106 (nočna tekma)            | srednja  |
| 36. | 2015-16 | 23. januar 2016   | Zaō               | Yamagata HS106 (nočna tekma)            | srednja  |
| 37. | 2015-16 | 30. januar 2016   | Oberstdorf        | Schattenbergschanze HS106               | srednja  |
| 38. | 2015-16 | 31. januar 2016   | Oberstdorf        | Schattenbergschanze HS106               | srednja  |
| 39. | 2015-16 | 4. februar 2016   | Oslo              | Holmenkollbakken HS134 (nočna tekma)    | velika   |
| 40. | 2015-16 | 6. februar 2016   | Hinzenbach        | Aigner-Schanze HS94                     | srednja  |
| 41. | 2015-16 | 7. februar 2016   | Hinzenbach        | Aigner-Schanze HS94                     | srednja  |
| 42. | 2015-16 | 19. februar 2016  | Lahti             | Salpausselkä HS100                      | srednja  |
| 43. | 2015-16 | 27. februar 2016  | Almati            | Sunkar HS106                            | srednja  |
| 44. | 2015-16 | 28. februar 2016  | Almati            | Sunkar HS106                            | srednja  |
| 45. | 2016-17 | 2. december 2016  | Lillehammer       | Lysgårdsbakken HS100 (nočna tekma)      | srednja  |
| 46. | 2016-17 | 3. december 2016  | Lillehammer       | Lysgårdsbakken HS100 (nočna tekma)      | srednja  |
| 47. | 2016-17 | 11. december 2016 | Nižni Tagil       | Tramplin Stork HS100 (nočna tekma)      | srednja  |
| 48. | 2016-17 | 7. januar 2017    | Oberstdorf        | Schattenbergschanze HS137 (nočna tekma) | velika   |
| 49. | 2016-17 | 8. januar 2017    | Oberstdorf        | Schattenbergschanze HS137 (nočna tekma) | velika   |
| 50. | 2016-17 | 29. januar 2017   | Rašnov            | Trambulina Valea Cărbunării HS100       | srednja  |
| 51. | 2016-17 | 4. februar 2017   | Hinzenbach        | Aigner-Schanze HS94                     | srednja  |
| 52. | 2016-17 | 5. februar 2017   | Hinzenbach        | Aigner-Schanze HS94                     | srednja  |
| 53. | 2016-17 | 16. februar 2017  | Pjongčang         | Alpensia HS109 (nočna tekma)            | srednja  |
| 54. | 2017-18 | 24. marec 2018    | Oberstdorf        | Schattenbergschanze HS106               | srednja  |
| 55. | 2017-18 | 25. marec 2018    | Oberstdorf        | Schattenbergschanze HS106               | srednja  |
| 56  | 2018–19 | 10. februar 2019  | Ljubno ob Savinji | Skakalni center Savina HS94             | srednja  |
| 57  | 2019–20 | 9. marec 2020     | Lillehammer       | Lysgårdsbakken HS140                    | velika   |
| 58  | 2020–21 | 6. februar 2021   | Hinzenbach        | Aigner-Schanze HS90                     | srednja  |
| 59  | 2020–21 | 7. februar 2021   | Hinzenbach        | Aigner-Schanze HS90                     | srednja  |
| 60  | 2020–21 | 19. februar 2021  | Râșnov            | Trambulina Valea Cărbunării HS97        | srednja  |
| 61  | 2021–22 | 1. januar 2022    | Ljubno ob Savinji | Skakalni center Savina HS94             | srednja  |
| 62  | 2021–22 | 2. marec 2022     | Lillehammer       | Lysgårdsbakken HS140                    | velika   |
| 63  | 2021–22 | 6. marec 2022     | Oslo              | Holmenkollbakken HS134                  | velika   |